# Leucobryum subandinum
Leucobryum subandinum är en bladmossart som beskrevs av Theodor Carl Karl Julius Herzog 1909. Leucobryum subandinum ingår i släktet Leucobryum och familjen Dicranaceae. Inga underarter finns listade i Catalogue of Life.